# Olivia Collins
Olivia De la Orta Colin, conocida como Olivia Collins (Ciudad de México, 11 de diciembre de 1957), es una actriz mexicana.

## Biografía
Se desempeñó como actriz popular de películas y de telenovelas durante las décadas de 1980 y 1990 en México, en las telenovelas de Televisa, entre ellas Angélica, Dulce desafío, María José y como villana en Te sigo amando. Un año más tarde, en 1998, se cambia a TV Azteca, estrenando la telenovela El candidato y tiempo después Como en el cine, compartiendo créditos con Lorena Rojas, Mauricio Ochmann, Sergio Mayer y Ninel Conde.
Para 2001 anuncia su retiro y se va a vivir a Santiago de Compostela, España, en compañía de su esposo. Años después (2005), antagoniza la telenovela Soñar no cuesta nada, producida por Venevisión y protagonizada por Karyme Lozano y Cristián de la Fuente en Miami, Florida.
Años más tarde regresa a México, en donde posó para la revista Playboy del mes de septiembre de 2010. Un año después, en 2011 hace una participación antagónica en la telenovela Dos hogares protagonizada por Anahí, Carlos Ponce y Sergio Goyri, actuación por la que fue nominada a mejor actriz antagónica en los Premios TVyNovelas.
En marzo de 2014, el productor Eduardo Paz la invita al musical Qué rico mambo, como la antagónica principal y ahí conoce y comienza una controvertida relación sentimental con el cantante argentino Agustín Arguello.
En 2017, formó parte del elenco de la telenovela El Bienamado, producida por Nicandro Diaz para Televisa.

## Filmografía

### Televisión
- La casa de los famosos México (2025)[2][3]
- A.mar, donde el amor teje sus redes (2025) - Rosalba Méndez García[4]
- Siempre Reinas (2023) - Ella misma
- Perdona nuestros pecados (2023) - Irene Cáceres[5]
- Las estrellas bailan en Hoy (2022) - Concursante[6]
- Albertano contra los mostros (2022) - La bruja Casilda[7]
- S.O.S me estoy enamorando (2021) - Mima[8]
- Esta historia me suena (2019)
- La rosa de Guadalupe (2018) - La Madrina Salma (villana)[9]
- El bienamado (2017) - Olga "Olguita" Montes Pérez
- Mi corazón es tuyo (2014) - Paulina de Olavarrieta
- Como dice el dicho (2013)[10]
- Dos hogares (2011) - Patricia Ortiz Monasterio Vda. de Ballesteros
- Soñar no cuesta nada (2005) - Estela Olivares Álvarez
- Como en el cine (2001) - Susana "Zuzú" Ramírez Escudero
- El candidato (1999-2000) - Maricarmen Manrrique de Santoscoy
- Te sigo amando (1996-1997) - Leticia Aguirre
- Para toda la vida (1996) - Lucía
- María José (1995) - Dalila
- Dulce desafío (1988-1989) - Rosario Quintana
- Seducción (1986) - Isabel
- Muchachita (1986) - Irene
- Angélica (1985) - Leticia
- No empujen (1982)
- Alegrías de Mediodía (1981)

### Cine
- Colmillos, el hombre lobo (1993) - Susana
- Traficantes de niños (1992)
- La mujer judicial (1990)
- La zona del silencio (1990)
- Dando y dando (1990)
- Tacos, tortas y enchiladas (1990)
- El hombre que volvió de la muerte (1990) - Teresa
- Rosa de dos aromas (1989) - Gabriela
- Solo para adúlteros (1989)
- Entre compadres te veas (1989)
- Violación (1989)
- Noche de buitres (1988)
- En peligro de muerte (1988)
- Reto a la vida (1988) - Yolanda Sánchez 'La Yolis'
- Las calenturas de Juan Camaney (1988)
- Cacería humana (1987)
- Duro y parejo en la casita de pecado (1987)
- Fiera solitaria (1987)
- La lechería (1986)
- Picardía mexicana 3 (1986)
- Mauro el mojado (1986) - Oralia Resendiz
- Terror y encajes negros (1985) - Vecina
- La muerte del chacal (1984) - Sally

### Teatro
- Qué rico mambo (2014) - Caridad

## Premios y nominaciones

### Premios TVyNovelas
| Año  | Categoría                      | Telenovela  | Resultado |
| ---- | ------------------------------ | ----------- | --------- |
| 2012 | Mejor actriz antagónica        | Dos hogares | Nominada  |
| 1986 | Mejor revelación femenina      | Angélica    | Nominada  |
| 1986 | Mejor actriz cómica revelación | No empujen  | Nominada  |